# Jean-Michel Damian
Pour les articles homonymes, voir Damian.
Jean-Michel Damian, né le 8 septembre 1947 à Chambéry et mort le 1er novembre 2016 à Paris 15e, fut un journaliste, romancier, animateur et producteur de radio français.